# جورج کپل، سومین ارل آلبمارل
جورج کپل، سومین ارل آلبمارل (انگلیسی: George Keppel, 3rd Earl of Albemarle; ۸ آوریل ۱۷۲۴ – ۱۳ اکتبر ۱۷۷۲) فرد نظامی اهل پادشاهی بریتانیای کبیر بود. وی همچنین برندهٔ جوایزی همچون نشان بند جوراب شده‌است.